# Georg von Kopp
Georg von Kopp (25. července 1837, Duderstadt – 4. března 1914, Opava) byl německý kardinál římskokatolické církve, který působil jako biskup ve Fuldě a biskup ve Vratislavi. Byl znám svými protipolskými postoji a usilovnou snahou o germanizaci polských farníků.

## Životopis
Georg von Kopp se narodil do rodiny tkalce v Duderstadtu v tehdejším Hannoverském království. Vystudoval gymnázium v Hildesheimu. Od roku 1856 pracoval jako telegrafista ve státních službách a navštěvoval kněžský seminář v Hildersheimu. Mezi lety 1858 a 1861 studoval teologii a v roce 1862 nastoupil na kněžskou dráhu. Od té doby stoupal v církevním žebříčku hodností – v roce 1872 se stal Generálním vikářem v Hildersheimu a v roce 1881 biskupem ve Fuldě. Po celý svůj život se snažil dosáhnout lepšího porozumění mezi německou vládou a papežskou kurií.
V roce 1887 jej se souhlasem pruské vlády jmenoval papež Lev XIII. vratislavským biskupem. V době svého působení ve Vratislavi prosazoval tvrdou germanizaci a kněze, kteří se tomuto nařízení protivili, trestal. Také se snažil odrazovat polské věřící od tradiční poutě do Krakova a o zastavení rozvoje polského národního hnutí v Horním Slezsku a na Těšínsku. V roce 1893 jej papež Lev XIII. jmenoval kardinálem a v roce 1903 byl členem konkláve, které zvolilo Pia X. V roce 1906 byl pruským králem Vilémem II. povýšen do šlechtického stavu.
Na přelomu února a března 1914 přijel Georg von Kopp do Opavy na zasedání slezského zemského sněmu, jehož členem byl z titulu své funkce. Zde pod vlivem nachlazení onemocněl a 4. března v ranních hodinách zemřel. Slavnostní rozloučení se konalo v opavském kostele svatého Ducha a ostatky byly poté převezeny do Vratislavi, kde byly uloženy v katedrále svatého Jana Křtitele.